# Sussan Tahmasebi
Sussan Tahmasebi ist eine iranische Menschenrechtlerin. Sie ist die Vorsitzende von FEMENA, einer Organisation, die sich für Menschenrechte und Frieden einsetzt. Sie war an der Gründung von One Million Signatures Campaign im Iran beteiligt. Human Rights Watch verlieh ihr den Alison Des Forges Award for Extraordinary Activism.